# US Tour
A US Tour a Mogwai és a Bardo Pond split középlemeze, amelyet 2001. május 24-én adott ki a Matador Records az Egyesült Államokban.

## Leírás
A lemezt a két együttes 2001 május–júniusi amerikai turnéjához kapcsolódóan adták ki. A D to E alternatív verziója Untitled címmel megjelent a 2001-es Rock Action album japán verzióján. A Despite the Roar (In Spite Of Themselves) a 2001-es Dilate albumon szereplő Despite the Roar átdolgozása.

## Számlista
| 1. | D to E       | 5:52 |
| 2. | Drum Machine | 3:22 |

| B oldal (Bardo Pond) | B oldal (Bardo Pond)                      | B oldal (Bardo Pond) | B oldal (Bardo Pond) | B oldal (Bardo Pond) | B oldal (Bardo Pond) | B oldal (Bardo Pond) | B oldal (Bardo Pond) | B oldal (Bardo Pond) | B oldal (Bardo Pond) |
|                      | Cím                                       | Hossz                |                      |                      |                      |                      |                      |                      |                      |
| -------------------- | ----------------------------------------- | -------------------- | -------------------- | -------------------- | -------------------- | -------------------- | -------------------- | -------------------- | -------------------- |
| 1.                   | Despite the Roar (In Spite Of Themselves) | 7:30                 |                      |                      |                      |                      |                      |                      |                      |
| 2.                   | Highlands                                 | 4:22                 |                      |                      |                      |                      |                      |                      |                      |
| 21:06                |                                           |                      |                      |                      |                      |                      |                      |                      |                      |

## Közreműködők

### Mogwai
- Stuart Braithwaite, Barry Burns – gitár, billentyűk
- Dominic Aitchison – basszusgitár
- Martin Bulloch – dob

### Bardo Pond
- Michael Gibbons, John Gibbons – gitár
- Isobel Sollenberger – ének
- Clint Takeda – basszusgitár
- Ed Farnsworth – dob

## Kiadások
| Ország                    | Dátum           | Kiadó           | Formátum | Katalógusazonosító |
| ------------------------- | --------------- | --------------- | -------- | ------------------ |
| Amerikai Egyesült Államok | 2001. május 24. | Matador Records | 10”      | OLE 522-1          |

## Fordítás
Ez a szócikk részben vagy egészben  az   US Tour című angol Wikipédia-szócikk ezen változatának fordításán alapul.  Az eredeti cikk szerkesztőit annak laptörténete sorolja fel. Ez a jelzés csupán a megfogalmazás eredetét és a szerzői jogokat jelzi, nem szolgál a cikkben szereplő információk forrásmegjelöléseként.